# Muraltia pageae
Muraltia pageae är en jungfrulinsväxtart som beskrevs av Margaret Rutherford Bryan Levyns. Muraltia pageae ingår i släktet Muraltia och familjen jungfrulinsväxter. Inga underarter finns listade i Catalogue of Life.